# 初山別村
初山別村（日语：／ Shosanbetsu mura */?）是日本北海道西北部留萌振興局中部的一村，也是留萌振興局管轄內唯一的村莊。日本最北端的初山別天文台即位於村內。當地主要產業是漁業、農業和酪農業，特產為迷你蕃茄、果醬和糖漿等加工品。海產則有河豚和章魚等。
名稱源自阿伊努語的「so-e-san-pet」或「so-san-pet」（從瀑布流出的河川），也可能是「susam-pet」（柳葉魚的河流）。

## 地理
初山別村分為三大區與七個聚落：南部地區（有明、榮）、中部地區（初山別、千代田）和北部地區（豐岬、明里、共成）。村中心位於中部，公共設施集中於此。有明和豐岬也是較重要的聚落。

### 已消失的聚落
根據2015年的人口普查，以下聚落人口為0人，成為消失的聚落。
- 初山別村 - 字大澤

### 相鄰自治體
- 留萌振興局
  - 苫前郡：羽幌町
  - 天塩郡：遠別町

### 氣候
初山別村屬於柯本氣候分類法的濕潤大陸性氣候。氣溫的年溫差和日溫差都很大，降雪量豐沛，與周邊自治體一樣，被指定為特別豪雪地帶。

## 歷史
- 江戶時代：先後隸屬秋田藩和藩的管轄[3]
- 1880年：隸屬苫前村戶長役場管轄。
- 1994年：隸屬新成立的羽幌村戶長役場管轄。
- 1900年6月7日：初山別村從羽幌村（現在的羽幌町）分村。[6]
- 1901年：羽幌村戶長役場從初山別村戶長役場分割獨立設置。
- 1909年4月1日：成為北海道二級村。

## 交通

### 機場
- 稚內機場（位於稚內市）
- 旭川機場（位於旭川市）

### 鐵路
- 羽幌線（已廢線）

### 道路
| 一般國道 - 國道232號 | 道道 - 北海道道448號千代田初山別停車場線 - 北海道道612號築別天鹽有明停車場線 - 北海道道708號有明天鹽有明停車場線 |

## 觀光景點

### 觀光
- 岬台公園
- 初山別天文台
- 自然交流中心
- 金比羅神社
- 有明水庫
- 東山樹園
- 初山別溫泉

## 教育

### 中學校
- 初山別村立初山別中學校

### 小中學校
- 初山別村立豐岬別小中學校

### 小學校
| - 初山別村立初山別小學校 | - 初山別村立有明小學校 |

## 本地出身的名人
- 梅澤民雄：西洋畫家

## 外部連結
- （日語）北海道釣魚之旅 - 初山別町之旅
- （日語）初山別村商工會
- （日語）北留萌漁會